# Cambuskenneth
Cambuskenneth (gäl.: Camas Sgeanail) ist ein Ortsteil von Stirling in den Central Lowlands von Schottland und beherbergt die Klosterruine Cambuskenneth Abbey.

## Allgemein
In dem Dorf  am Forth leben etwa 250 Einwohner. Erreichbar ist Cambuskenneth einzig über die Ladysneuk Road von der Alloa Road in Causewayhead. 1935 wurde eine Fußgängerbrücke über den Fluss gelegt, die zum benachbarten Distrikt führt. Zuvor konnte man das benachbarte Ufer lediglich über eine Fähre erreichen.
Das Dorf liegt dort, wo einst ein Obstgarten stand. Der Dorfpub, der Abbey Inn, liegt auf der Ecke der North Street. Neben der Brücke ist die Dorfhalle, die auch als Rathaus fungiert, und  gegenüber davon liegt der Park, der einen Spielplatz und ein kleines Fußballfeld einschließt.
Cambuskenneth ist eine der 42 Community Council Areas von Stirling.

## Geschichte
Möglicherweise ist Cambuskenneth nach Kenneth MacAlpin benannt, der die Pikten in der Schlacht bei Logie im neunten Jahrhundert schlug.
Erstmals urkundlich wurde Cambuskenneth in einer Charta König Davids 1140; 1147 errichtete dieser die augustinische Abtei Cambuskenneth.
1297 fand die Schlacht von Stirling Bridge, in der William Wallace die englische Invasionsarmee schlug, hier statt.

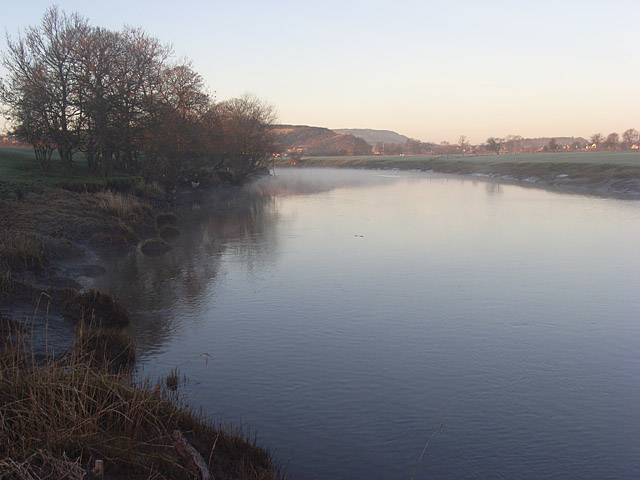
Der Forth bei Cambuskenneth
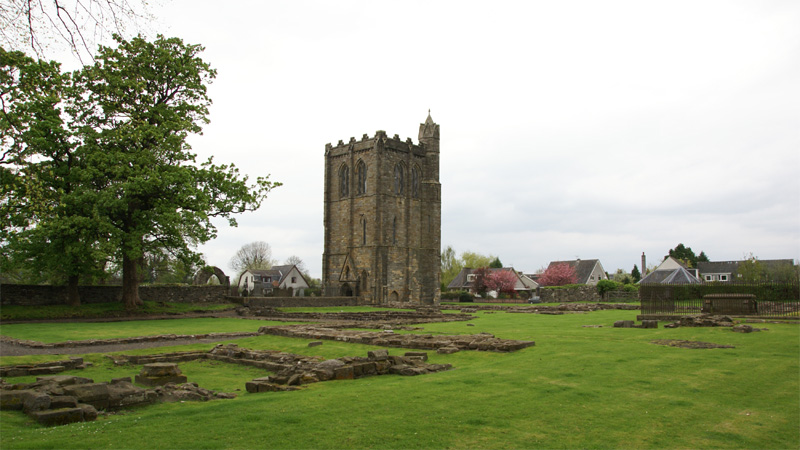
Cambuskenneth Abbey